# Vaasa (Dungeons & Dragons)
Il Vaasa è una regione immaginaria appartenente all'ambientazione Forgotten Realms per il gioco di ruolo fantasy Dungeons & Dragons. È situata nel nord-est del continente Faerûn e fa parte della zona chiamata Terre Fredde. Vaasa e Damara sono soprannominate "Terre della Pietra di Sangue", poiché nella zona abbonda il minerale prezioso Pietra di Sangue, un calcedonio (varietà di quarzo) verde scuro zonato di diaspro rosso (è definita come gemma semipreziosa con un valore base di 50 monete d'oro).
(Vecchio detto vaasa)
Alle Terre della Pietra di Sangue è stato dedicato un accessorio, The Bloodstone Lands (Codice FR9, per AD&D Seconda Edizione), e ancor prima quattro moduli d'avventura per AD&D Prima Edizione che raccontano gli eventi occorsi dal 1357 al 1359 CV denominati "Quartetto della Pietra di Sangue" (pubblicati dal 1985 al 1989): 
- H1 - Bloodstone Pass
- H2 - The Mines of Bloodstone
- H3 - The Bloodstone Wars
- H4 - The Throne of Bloodstone

## Storia
Nell'Anno della Lunga Primavera (1038 CV), la superficie di Toril subì un improvviso riscaldamento globale (forse per cause naturali). In seguito a questo brusco cambiamento climatico, i ghiacci perenni del Grande Ghiacciaio si ritirarono, lasciando totalmente liberi dal ghiaccio le attuali regioni di Damara, Narfell e Vaasa; iniziò quindi la loro colonizzazione su vasta scala. Nei primi tempi, il Vaasa, il cui clima era particolarmente rigido, teneva lontano chiunque aveva intenzione di trasferirvisi permanentemente; solo esploratori o cacciatori osavano avventurarsi per le sue lande desolate. Furono i nani, attirati dalle immense ricchezze minerarie che si celavano sotto le montagne, a stabilirsi per primi, scavando numerose miniere nelle Montagne Galena. Per oltre 300 anni la situazione rimase immutata, anche se piccole fattorie di umani sorsero isolate nelle brughiere. Nell'Anno della Spada Luminosa (1347 CV), un sinistro castello di pietra nera circondato da spettrali strutture in ferro sorse dal nulla e nel tempo di una sola notte sulle rive del Lago delle Lacrime, a circa 100 chilometri dalle Montagne Galena. Il creatore e abitante del Castello Periglioso era il lich Zhengy, soprannominato il "Re-Stregone"; il lich si autonominò padrone e sovrano delle terre del Vaasa. Successivamente iniziò ad evocare creature demoniache e a richiamare dalle montagne orchi, goblin e giganti per radunare un grande esercito con cui marciare verso il civilizzato regno di Damara. Alleati del Re-Stregone erano anche alcuni chierici di Orcus (un Principe dei demoni dell'Abisso) dalla testa di capra, capaci di animare i morti e comandarli, oltre che uno spietato gruppo criminale chiamato gli Assassini. Attraverso il Passo Pietra di Sangue, l'unica via percorribile per raggiungere Damara, l'esercito del Re-Stregone sciamò nel regno, compiendo saccheggi e massacri. La guerra durò dieci anni, raggiungendo una situazione di stallo; poi, grazie all'inganno, gli invasori riuscirono a prevalere e a sconfiggere i difensori, conquistando totalmente il Damara. Dopo breve tempo però, un gruppo di avventurieri di Damara, guidati dal paladino di Illmater Gareth Dragonsbane, riuscì a far insorgere la popolazione nel tentativo di liberare il territorio occupato. Il Re-Stregone inviò subito l'esercito per sopprimere la ribellione: gli abitanti di Damara riuscirono però eroicamente a resistere e a privare il lich del suo potere, sconfiggendo così definitivamente Zhengy e gli occupanti. Scomparso il suo padrone, il Castello Periglioso cadde in rovina; l'esercito invasore, ormai allo sbando, si ritirò nelle terre del Vaasa. Oggi, dopo circa 15 anni, i resti del terribile esercito che dominò per breve tempo le Terre della Pietra di Sangue infestano la regione; Damara, ora un regno ricostituito, spera un giorno di poter liberare il Vaasa dalla loro presenza per riunirsi in un unico grande impero.
Per molti anni, e fino a qualche anno dopo il Periodo dei Disordini, la Lacrima di Selûne, un cristallo con poteri magici grande come il pugno di un orco, è rimasta nascosta in un piccolo tempio del sud, custodito da una sacerdotessa di Selûne (maggiori dettagli si trovano nella Volo's Guide to All Things Magical, di Ed Greenwood).

## Società
Dopo la dittatura del Re-Stregone, il Vaasa è tornato ad essere com'era nei primi 300 anni successivi al disgelo, senza nessuna forma di governo; ora però il territorio è infestato da goblin, orchi, giganti e altri umanoidi (una stima approssimativa indica il numero di queste creature in oltre 200.000). La maggior parte di essi si trova sulle montagne, riuniti in tribù e in perenne lotta fra loro. 
- Umani: i pochi umani presenti nel Vaasa sono di varia provenienza, essendo stati richiamati da ogni parte di Faerûn dalle enormi ricchezze minerarie della regione. La maggior parte del territorio è comunque disabitata. Per riuscire a sopravvivere, gli umani si sono alleati informalmente fondando l'insediamento di Darmshall nelle terre del sud; solo cooperando sono riusciti finora a sopravvivere. Nel tentativo di costituire un unico grande impero con Vaasa, il sovrano di Damara ha tentato di allearsi con Darmshall.
  - Verme Bianco: nell'estremo nord, l'unica presenza di esseri umani è rappresentata dalla tribù barbara del Verme Bianco, i cui guerrieri (circa 300) hanno combattuto con Zhengy durante la campagna di conquista di Damara, per poi abbandonarlo quando hanno scoperto la sua vera natura malvagia. È una tribù stanziale, poiché non si allontana mai di oltre 80 km dal ghiacciaio. Il capo tribù è il guerriero veterano Hea-Rem, di circa 50 anni. Il sovrano di Damara ha tentato di stabilire buoni rapporti con la tribù.
- Nani:  molti nani sono presenti nel Vaasa anche se, per la maggior parte, sono concentrati nelle miniere al di sotto delle Montagne Galena. La loro attività principale è scavare alla ricerca di minerali preziosi da vendere poi nel vicino Damara. Anche con i nani, così come con gli umani di Darmshall, il sovrano di Damara ha tentato di formare un'alleanza.
- Mezzorchi: i mezzorchi, molto diffusi nella regione, si sono riuniti fondando la città di Palischuk. Grazie ad un'intensa attività, volta a stringere patti di collaborazione e di reciproco rispetto, la loro presenza è accettata sia dagli umani che dai nani.
- Draghi: prima della caduta del malvagio Zhengy solo alcuni draghi bianchi] erano presenti nel Vaasa, giunti dal Grande Ghiacciaio. Successivamente, altri draghi cromatici sono arrivati, insediandosi nella zona del Castello Periglioso. La ragione è da ricercare nella vendetta, poiché Gareth Dragonsbane, sovrano di Damara, è responsabile dell'uccisione dell'avatar della divinità Tiamat. Vi sono inoltre nel sud sei draghi blu; la loro presenza potrebbe essere dovuta ad una passata alleanza con il Re-Stregone. Un gruppo di draghi di bronzo giunti dal vicino Thar si sono recentemente scontrati con loro. Nella montagna più alta della zona del Passo Pietra di Sangue c'è la tana di Tamander, un antico drago d'oro; nei pressi vi è anche la dimora di una tribù di giganti delle tempeste. Una compagnia di avventurieri del Vaasa fu inviato per andare a caccia del drago, ma la missione fu un completo insuccesso; i pochi superstiti, oltre a rivelare la presenza dei giganti, raccontarono di aver visto cinque draghi d'oro (probabilmente una richiesta di aiuto di Tamander).
- Gnomi: nelle profondità delle Montagne Galena, soprattutto ad est, vi sono alcune attività di svirfneblin.

Nel Vaasa si parla una lingua mista di Comune (la tipica lingua degli umani) e nanico, mentre in alcune zone si parla un misto di Comune e orchesco. Il Comune è comunque compreso, però eventuali visitatori troveranno difficoltà a comprendere la lingua.
La forma di commercio più diffusa è il baratto; non si utilizzano monete.
È molto diffusa nel Vaasa la razza di cavalli Nars, famosa nel Nord; molto docili, sono caratterizzati da grande forza, resistenza e velocità.

## Geografia
Il Vaasa si trova nella parte nord-est di Faerûn, a ridosso del Grande Ghiacciaio; confina ad ovest con Thar e La Prateria, a sud con il Mare della Luna e ad est con Damara. Il territorio è una landa desolata di brughiere ghiacciate e tundra circondato (tranne nella parte nord, confinante con la distesa di ghiacci) da un'alta catena montuosa, le Montagne Galena. Data la vicinanza con il Grande Ghiacciaio, è una regione che fa parte delle cosiddette "terre fredde", caratterizzate da un clima rigido, spazzate da forti venti freddi nordici, con inverni lunghi e gelidi ed estati estremamente corte; nell'interno le zone ghiacciate in inverno diventano, in piena estate, pericolose paludi, soprattutto lungo il corso dell'unico fiume della regione, il Pelauvir. La mancanza di terre coltivabili rende il Vaasa difficile da abitare; non esistono infatti grandi città, ma solo piccoli insediamenti fortificati o villaggi. Girovagando, è possibile vedere vecchie fattorie diroccate costruite prima dell'avvento del Re-Stregone e altre meno fatiscenti abitate da coraggiosi contadini.

### Montagne Galena
Le Montagne Galena sono una lunga catena montuosa dai picchi frastagliati, le cui vette sono perennemente innevate. La temperatura sui rilievi è gelida, e su entrambi i versanti soffiano forti venti freddi provenienti dal Grande Ghiacciaio. Le montagne sono estremamente ricche di minerali; numerose sono le miniere di ferro, argento e pietra di sangue (il 90% di questo minerale si trova nelle Terre della Pietra di Sangue) scavate nel cuore delle montagne, anche se le più ricche del versante vaasa sono quelle di Hillsafar Hall, le Miniere della Pietra di Sangue, e, più recentemente, Delhalls e Talagbar. Spesso le miniere vengono chiuse a causa di mostri o perché le gallerie incrociano nel Sottosuolo zone sotto il dominio di drow o nani grigi. Le Montagne Galena sono anche un confine naturale con Damara lungo 400 chilometri e spesso 40; l'unico passaggio fra le due regioni effettivamente utilizzabile è il Passo Pietra di Sangue.

### Fiume Pelauvir
Il fiume che attraversa interamente tutta la regione per poi sfociare nel Mare delle Stelle Cadute è, per la maggior parte dell'anno, ghiacciato. Nei mesi più caldi, quando il fiume torna a scorrere, le zone lungo il suo corso diventano pantani difficilmente percorribili o pericolose paludi; il Guado di Nigel è uno dei punti in cui è possibile attraversare il corso d'acqua con relativa facilità.

### Castello Periglioso
Attualmente il maniero è decadente. Dopo la caduta del Re-Stregone, molti draghi hanno costruito la loro tana nei dintorni, quasi fin entro le sue mura di ferro; alcuni draghi rossi si sono sistemati fra le rupi più alte, mentre draghi verdi, neri e blu occupano livelli inferiori. Stranamente, una zona intorno al castello rimane inabitata, forse, si sussurra, per l'arrivo di numerosi draghi bianchi dal Grande Ghiacciaio. Sotto l'edificio si estende un dungeon dove il Re-Stregone faceva le sue evocazioni; numerosi esseri dei piani immondi infestano ancora le stanze del sotterraneo.

### Darmshall
Fondata dal gruppo di esploratori chiamato le Dieci Spade, giunto nel Vaasa subito dopo il disgelo, Darmshall è una città di umani con circa 5.000 abitanti (una parte è sparsa nelle campagne circostanti), anche se la popolazione aumenta considerevolmente nei periodi difficili o di pericolo quando gli umani sparsi per la regione chiedono rifugio. È un insediamento fortificato, difficile da espugnare, tanto che il Re-Stregone non è mai riuscito a conquistarla. La città ospita molti minatori che lavorano nelle montagne ed è spesso utilizzata come punto di passaggio da coloro che, percorrendo il Sentiero dell'Uomo Morto, si recano al Passo Pietra di Sangue.

### Palischuk
È una delle rare città faerûniane la cui popolazione è costituita da soli mezzorchi. Al 1359 CV l'insediamento contava 750 abitanti, ma oggi sono oltre 9.000. È perlopiù una comunità indipendente, ma la loro integrazione con le altre razze della regione è eccezionale: infatti, oltre ad essere in pace con tutti, commerciano con Darmshall e con la città nanica Ironspur, nel Damara.

### Hillsafar Hall
Questa fortezza-città nanica sotterranea è posta a difesa dell'ingresso del complesso di miniere di Hillsafar. Nella città vivono 1.500 nani, la maggior parte appartenente al clan Hillsafar, unico sopravvissuto dell'antico impero nanico di Sharphil. L'attività principale è quella mineraria, con successiva vendita del materiale estratto.

### Cancello di Vaasa
È uno dei due cancelli che sbarrano l'accesso al Passo Pietra di Sangue. Entrambe le strutture sono state finanziate da Damara con lo scopo, oltre che di controllare il passo, di guadagnare il favore della popolazione umana del Vaasa nella speranza di formare un unico regno. Una delle sue funzioni è quella di fare da base per gli avventurieri e da punto di scambio per i mercanti. Il Cancello di Vaasa è costituito da un muro che chiude il passo lungo 800 metri e alto 18, per 9 metri di spessore; vi è un solo passaggio per attraversarlo. Ai capi del muro ci sono due torri fortificate costruite nel fianco della montagna. La sicurezza è garantita da 500 miliziani ben equipaggiati. Hillsafar Hall è collegato al Cancello da un tunnel lungo 24 chilometri; i nani possono così evitare il trasporto in superficie del minerale estratto. Nella speranza di ripulire il Vaasa dalle creature malvagie che lo infestano, i visitatori vengono informati delle taglie istituite dal sovrano di Damara; la prova dell'avvenuta uccisione deve essere un orecchio della vittima. 
- Goblin: 2 monete d'oro
- Orco: 3 monete d'oro
- Gnoll: 4 monete d'oro
- Bugbear: 7 monete d'oro
- Ogre: 10 monete d'oro
- Gigante: da 50 a 100 monete d'oro, a seconda del tipo

### Alto Sentiero
Questo arduosissimo percorso che si snoda sulle pendici delle Montagne Galena è utilizzato soprattutto dai mezzorchi di Palischuk per raggiungere Ironspur. Si dice che la Cittadella degli Assassini, base segreta da cui operavano e operano tuttora gli alleati del Re-Stregone, si trovi vicinissima al sentiero.

### Miniere della Pietra di Sangue
Questa ricca miniera costantemente in espansione è custodita dai nani del clan Orothiar e dagli gnomi di Deepearth. Molto spesso la miniera incrocia tunnel naturali presenti sotto le montagne, aumentando considerevolmente il pericolo di crollo, ma questo non ha mai fermato gli scavi. Frequenti anche le battaglie con drow e kuo-toa.

### Caverna del Vento Sussurrante
Questa caverna naturale, nascosta fra le valli delle Montagne Galena, è stata scoperta per la prima volta dal bardo Riordan Parnell e da Celedon Kierney; data la sua collocazione, i due uomini decisero di farne la sede principale della loro organizzazione segreta, Spysong. Vi costruirono una base fortificata, occultata, protetta da difese magiche e a cui è difficile avvicinarsi senza essere visti. I visitatori non sono benvenuti, anche se, in caso di estrema necessità, possono venire ospitati; quelli di allineamento malvagio sono cacciati senza riserve, sempre che le trappole magiche non li abbiano già fermati.

### Paludi Senza Fondo
È un'ampia zona paludosa che si forma in piena estate a seguito dello scioglimento del terreno ghiacciato. Se non si sa dove andare è un territorio estremamente pericoloso, dato che le paludi sono spesso trappole mortali. Vi si trovano però alcune sorgenti di acqua calda (probabilmente non di origine naturale) che hanno proprietà magiche, fra cui quella di guarire le ferite.

### Buchi Neri
È chiamato così un sistema di caverne situato nelle Montagne Galena, a pochi chilometri da Darmshall, tana di numerosissimi umanoidi. Avendo fatto parte dell'esercito del Re-Stregone, gli abitanti delle caverne possiedono grandi tesori, accumulati durante le scorrerie nel Damara.

## Personaggi degni di nota

### Garymbelly "Grumble" Hillsafar
Guerriero, capo del clan Hillsafar, ha un carattere scontroso e burbero, ma è anche schietto e generoso; le sue azioni sono sempre fatte per il bene del clan.

### Hedweck "Cacciatore di Spiriti"
Alto un metro e novanta per centodieci chili, fiero e solitario, è il miglior guerriero della tribù barbara del Verme Bianco. Agisce al servizio degli sciamani della tribù come cacciatore degli spiriti maligni; per questo, di solito erra per le Paludi Senza Fondo. Il barbaro brandisce Spaccaossa, un grande martello da guerra, e veste l'armatura sacra della tribù.

### Mariabronne il Vagabondo
È un ranger che erra nelle zone selvagge del Vaasa; solitario, ha un carattere oscuro. Spesso si può incontrare al Cancello, dove si propone come guida.